# Pascual Molinas
Pascual Molinas, também conhecido no Brasil como Molina, foi um futebolista argentino que atuava como atacante.
É o sexto maior artilheiro estrangeiro do Santos FC, com 13 gols, clube do qual foi o artilheiro na temporada 1940.

## Carreira
Entre 1933 e 1936, atuou pelo Platense, da Argentina, onde marcou 38 gols em 96 jogos. No país, atuou ainda pelo Gimnasia LP e Vélez em 1939. Também passou pelo Rosário Central.
Em 1940, chegou ao Santos, onde foi o artilheiro do elenco santista na temporada, com dez gols, incluindo um cada nos clássicos contra Hespanha (atual Jabaquara) e Portuguesa Santista. Molina também fez um hattrick em um 8x1 no Juventus. Ao todo, foram 13 gols em 26 jogos, entre 1940 e 1941.
Em 1941, passou pela Portuguesa Santista.
Em 1945, atuou no futebol venezuelano, pelo Litoral Fútbol Club.
Em 1947, voltou ao Brasil, para atuar pelo Sport Recife.